# 甲硫醇三羰基铁二聚体
甲硫醇三羰基铁二聚体是一种有机铁化合物，化学式为Fe2(SCH3)2(CO)6。它是红色挥发性固体，对空气稳定，有anti和syn两种异构体。

## 合成
它最初在1940年被合成，并于1962年发现异构体。它可由十二羰基三铁和二甲基二硫反应制得：
2 Fe3(CO)12 + 3 (CH3)2S2  →  3 [Fe(CO)3SCH3]2 + 6 CO
它可通过重结晶或升华提纯。异构体可通过色谱柱分离。